# جليدة مياج

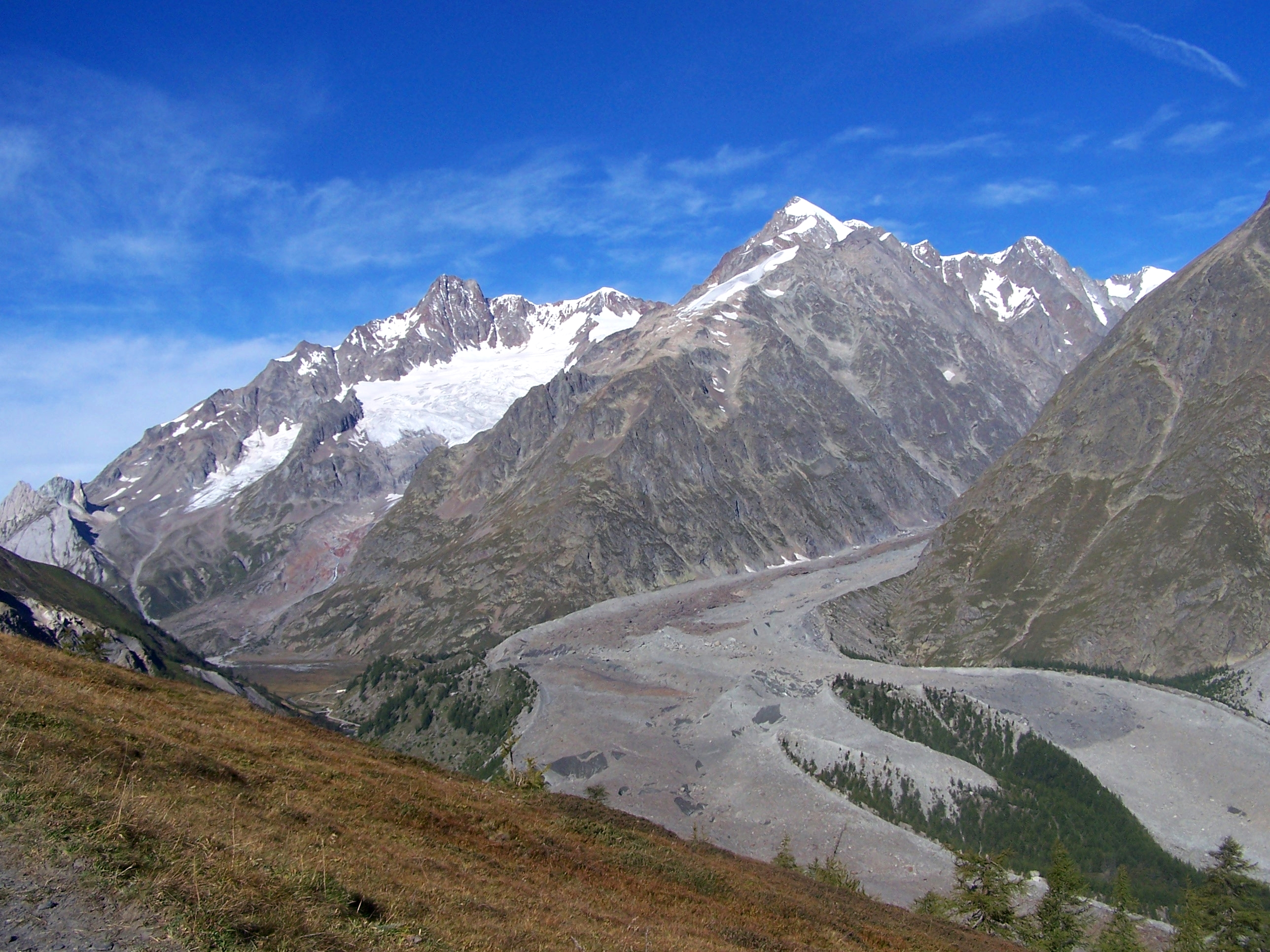
جليدة مياج من الجانب الإيطالي

جليدة مياج (بالفرنسية: Glacier de Miage)‏ في منطقة كتلة مونت بلان في جبال الألب. لا ينبغي الخلط بينها وبين نهر مياج الجليدي الذي ينحدر من الجانب الإيطالي. تبدأ على ارتفاع 3500 متر، وتنخفض إلى 2300 متر. يبلغ طولها 2.7 كم و 1.4 كم 2 في المنطقة. يبلغ أقصى سمك لها 40 مترًا ، ويبلغ متوسط ميلها 40٪.